# Mestský futbalový štadión
Das Mestský futbalový štadión (deutsch Städtisches Fußballstadion) oder Štadión MFK Zemplín ist ein Fußballstadion in der slowakischen Stadt Michalovce, Okres Michalovce. Es ist das Heimstadion des MFK Zemplín Michalovce. Das Stadion bietet Platz für 4.440 Zuschauer. Die Beleuchtungsstärke des Flutlichts liegt bei 1.200 Lux.